# Helicotylenchus pseudorobustus
Espèce
Synonymes
- Helicotylenchus phalerus Anderson, 1974[2]
- Tylenchus pseudorobustus Steiner, 1914[2]

Helicotylenchus pseudorobustus est une espèce de nématodes de la famille des Hoplolaimidae et du genre Helicotylenchus. C'est un parasite du maïs et de Koeleria pyramidata.

## Taxonomie
Cette espèce est décrite en premier par Gerhard Steiner en 1914 qui la classe dans le genre Tylenchus sous le basionyme Tylenchus pseudorobustus. Elle est déplacée dans le genre Helicotylenchus par Golden en 1956.